# Acid fluoroantimonic
Acidul fluoroantimonic HSbF
6 este o mixtură a doi compuși: acid fluorhidric (HF) și pentafluorură de stibiu (SbF
5) în diferite proporții. Raportul de 1:1 alcătuiește unul dintre cei mai puternici superacizi, superacid ce protonează hidrocarburile la stadiul de carbo-cation și hidrogen (H
2).

## Generalități
Reacția dintre HF și SbF
5 este exotermă.
HF eliberează un proton (H+), iar baza sa conjugată (F−) intră în structura anionului SbF−
6, anion considerat compus noncoordinativ datorită faptului că este un foarte slab agent nucleofilic și de asemenea o bază foarte slabă. Acest anion cu structură octaedrică are protonul complet liber fapt ce determină aciditatea sa de  2×1019 ori mai puternică față de acidul sulfuric.

## Structură
2 compuși au fost izolați din mixtura de HF-SbF5. amîndoi cercetați prin metoda cristalografiei cu raze X: [H2F+][Sb2F11−] și [H3F2+][Sb2F11−].În ambii compuși anionul este Sb2F11−.

### Comparație cu alți acizi
Următoarele valori au la bază scara acidității Hammett:
- Acid fluoroantimonic  (1990) (H0 Value = −31.3)
- Acid Magic (1974) (H0 Value = −19.2)
- Carboran (1969) (H0 Value = −18.0)
- Acid fluorosulfuric  (1944) (H0 Value = −15.1)
- Acid triflic  (1940) (H0 Value = −14.9)

## Aplicații
Acest acid protonează aproape orice compus organic.În 1967, Bickel and Hogeveen arată că HF-SbF5 îndepărtează H2 din  izobutan și metanul din neopentan:
(CH3)3CH  +  H+  →  (CH3)3C+  +  H2
(CH3)4C  +  H+  →  (CH3)3C+  +  CH4

## Siguranță
HF-SbF5  este rapid descompus de către apă reacție ce este explozivă.Reacționează cu toți solvenții cunoscuți.